# Biel Majoral
Biel Majoral (nom artístic de Gabriel Oliver Oliver) (Algaida, 1950) és un músic, filòleg i activista mallorquí.
És llicenciat en filologia romànica, especialitat de filologia catalana per la Universitat de Barcelona. Des de 1977 fins a la seva jubilació el 2015, fou professor de llengua catalana i cultura popular a la Facultat d'Educació de la Universitat de les Illes Balears.
Milità al Partit Socialista d'Alliberament Nacional durant els anys 70. S'incorporà al Partit Socialista de les Illes el 1977, partit que esdevingué a finals d'any el Partit Socialista de Mallorca. L'any 1979 fou elegit membre del Consell Insular de Mallorca i del Consell General Intersinsular a les eleccions pre-autonòmiques. Posteriorment milità a Esquerra Republicana de Catalunya, partit pel qual fou candidat a les eleccions espanyoles de 1993. El 2014 fou portaveu de Jaume Sastre durant la vaga de fam que dugué a terme per la política educativa, lingüística i cultural de José Ramón Bauzá.
Com a cantant, ha recuperat música i lletres tradicionals mallorquines, a més d'escriure composicions pròpies. Col·laborà en el disc Cançons de festa de Maria del Mar Bonet el 1976. Una de les cançons més conegudes del disc, Temps, temps, temps va ser Jo sóc català que interpreta un poema de Pere Capellà. La cançó que dona nom a aquest disc està dedicada a Salvador Puig Antich.

## Discografia
- 1997: Vou veri vou per no dormir
- 2000: Temps, temps, temps
- 2008: Cançons republicanes
- 2019: Arasíquesí...